# Аврам Гуджев
Аврам Иванов Гуджев е опълченец-поборник, български офицер, майор. Участник в Сръбско-турската война (1876), Руско-турската война (1877 – 1878) и Сръбско-българската война (1885).

## Биография
Аврам Гуджев е роден през 1851 г. в Бесарабия. Семейството му се изселва от Сопот в пределите на Руската империя през 1829 г. Там Гуджев учи в Болградската гимназия. На 3 април 1870 г. постъпва войник в 59-и пехотен Люблински полк, дислоциран в Одеса, а след това е юнкер в Одеското военно училище. На 13 юли 1875 г. завършва училището със звание прапоршчик и е назначен в 54-ти пехотен Мински полк, дислоциран в Кишинев.
Аврам Гуджев е един от офицерите, които подписват писмото до българските революционери в Браила и Кишинев, с което изказват готовността си да напуснат Руската армия и да вземат участие в освобождението на България.

### Сръбско-турска война (1876)
През Сръбско-турската война (1876) участва като доброволец в Руско-българската бригада на генерал Михаил Черняев. В редиците и е от 8 юли до 3 ноември 1876 г. Участва в боевете при Зайчар, Гредетин, Брестовичка баня, Алексинац-Бабина глава, а на 18 и 19 август при Делиград-Ивановац и др. Награден е със сребърен сръбски медал „За храброст“.

### Руско-турска война (1877 – 1878)
Участва като опълченец в Руско-турската война (1877 – 1878). Назначен е за младши офицер във II рота на почетния пеши конвой, а по-късно е прехвърлен като ротен командир в VI, IX и V Опълченска дружина. Създава дружинната оръжейна работилница и участва в превода на руските устави на български, заедно със Стефан Кисов. Участва в сражението при Шейново, където е ранен. На 3 април 1877 е назначен за Свищовски окръжен войнски военен началник. На 28 декември 1877 г. е повишен във военно звание поручик.
Гуджев се проявява като храбър офицер при овладяването на силно укрепения турски лагер край Шейново на 9 януари 1878. Участва винаги в първите редици на боя. Въпреки че е ранен в лявото рамо продължава до предаването в плен на цялата армия на Вейсел паша.

### Между Освобождението и Сръбско-българската война (1885)
За участие във войните му се присъждат: български орден „За храброст“ IV ст., руски орден „Св. Станислав“ III ст., Медал за Шипка 1877 г. – сребърен, Медал за Стара Загора, Шипка и Шейново – бронзов.
След Освобождението остава на служба в новосформираната българска армия, като става един от строителите на Българската земска войска. Служи във II пеша Кюстендилска дружина и XXIII пеша Русчушка дружина. На 6 септември руското правителство отзовава всички свои офицери от България. Капитан Гуджев е назначен за временен командир на II пехотен струмски полк, а от 13 септември официално е назначен и за командир на полка.

### Сръбско-българска война (1885)
В Сръбско-българската война (1885) е командир на Западния корпус. Командва отбранителното сражение при Сливница (5 – 7 ноември), а на 8 ноември е назначен за командир на дясната колона. Участва в преследването на отстъпващите сръбски войски и в овладяването на Цариброд (12 ноември) и на Пирот (14 – 15 ноември). За проявена храброст и за качествата си на командир е награден с орден „За храброст“ III ст.

### Участие в политическите борби
След войната е командир на IV Пехотна дивизия, VI пехотна Сливенска бригада. Участва в преврата на 9 август 1886 г. за отстраняването на княз Александър Батенберг. Майор Гуджев полага клетва за вярност към временното правителство. След контрапреврата е арестуван, а по-късно емигрирал в Румъния. Тук става член на революционния комитет на офицерите-емигранти. Участва в подготовката на русофилските офицерски бунтове в Русе и Силистра. След провала им се установява в Русия. Постъпва на служба в Генералния щаб на Руската армия в Москва, където умира през 1895 г.

## Военни звания
- Подпоручик (2 май 1877)
- Поручик (28 декември 1877)
- Капитан (30 август 1881)
- Майор

## Награди
- Военен орден „За храброст“ III и IV ст.
- Сръбски медал „За храброст“
- Руски орден „Свети Станислав“ III ст.